# Даніель Мартін Фернандес
Даніель Мартін Фернандес (ісп. Daniel "Dani" Martín Fernández, нар. 8 липня 1998, Хіхон) — іспанський футболіст, воротар клубу «Реал Бетіс».

## Клубна кар'єра
Народився 8 липня 1998 року в місті Хіхон. Вихованець клубу «Спортінг» (Хіхон) зі свого рідного міста, а з 2016 року став грати за резервну команду. 
Мартін дебютував в першій команді 19 вересня 2017 року в матчі Кубка Іспанії проти «Нумансії», програвши в серії пенальті. 5 травня 2019 року в матчі проти «Мальорки» (1:2) Дані дебютував у Сегунді, замінивши на 67 хвилині травмованого Дієго Маріньйо. Станом на 16 червня 2019 року відіграв за рідний клуб 4 матчі в національному чемпіонаті.

## Виступи за збірні
2014 року дебютував у складі юнацької збірної Іспанії, взяв участь у 8 іграх на юнацькому рівні.
У складлі молодіжної збірної Іспанії поїхав на молодіжний чемпіонат Європи 2019 року в Італії.

## Титули і досягнення
- Чемпіон Європи (U-21): 2019